# San Gregorio (Tabasco)
San Gregorio es una localidad del municipio de Jalpa de Méndez ubicado en la subregión centro del estado mexicano de Tabasco.

## Geografía
La localidad se ubica a 13.1 kilómetros (en dirección sur) de la localidad de Jalpa de Méndez, la cabecera y lugar más poblado del municipio. Se sitúa en las coordenadas geográficas 18°17′50″N 93°04′10″O / 18.297222, -93.069444, a una elevación de 1 metro sobre el nivel del mar.

## Demografía
Según el Conteo de Población y Vivienda 2020, efectuado por el Instituto Nacional de Estadística y Geografía, la localidad de San Gregorio tiene 268 habitantes, de los cuales 127 son del sexo masculino y 141 del sexo femenino. Su tasa de fecundidad es de 2.48 hijos por mujer y tiene 73 viviendas particulares habitadas.
| Gráfica de evolución demográfica de San Gregorio entre 1940 y 2020 |
|                                                                    |
| INEGI.                                                             |